# Arunachala
Arunachala (IAST: Aruṇācala, "montaña roja"), es una colina en Tiruvannamalai, Tamil Nadu y uno de los cinco principales lugares sagrados shaivitas en el sur de la India. El Templo Annamalaiyar, un templo del Señor Shiva se encuentra en la base de la colina. La colina también es conocida por los nombres Annamalai, Arunagiri, Arunachalam, Arunai, Sonagiri y Sonachalam.
Todos los años, en el mes tamil de Karthigai (noviembre-diciembre), la luz Karthigai Deepam se enciende en la cima de la colina.
También es un lugar importante para los devotos de Sri Ramana Maharshi, con Sri Ramana Ashram situado en sus estribaciones.

## Referencias en textos religiosos

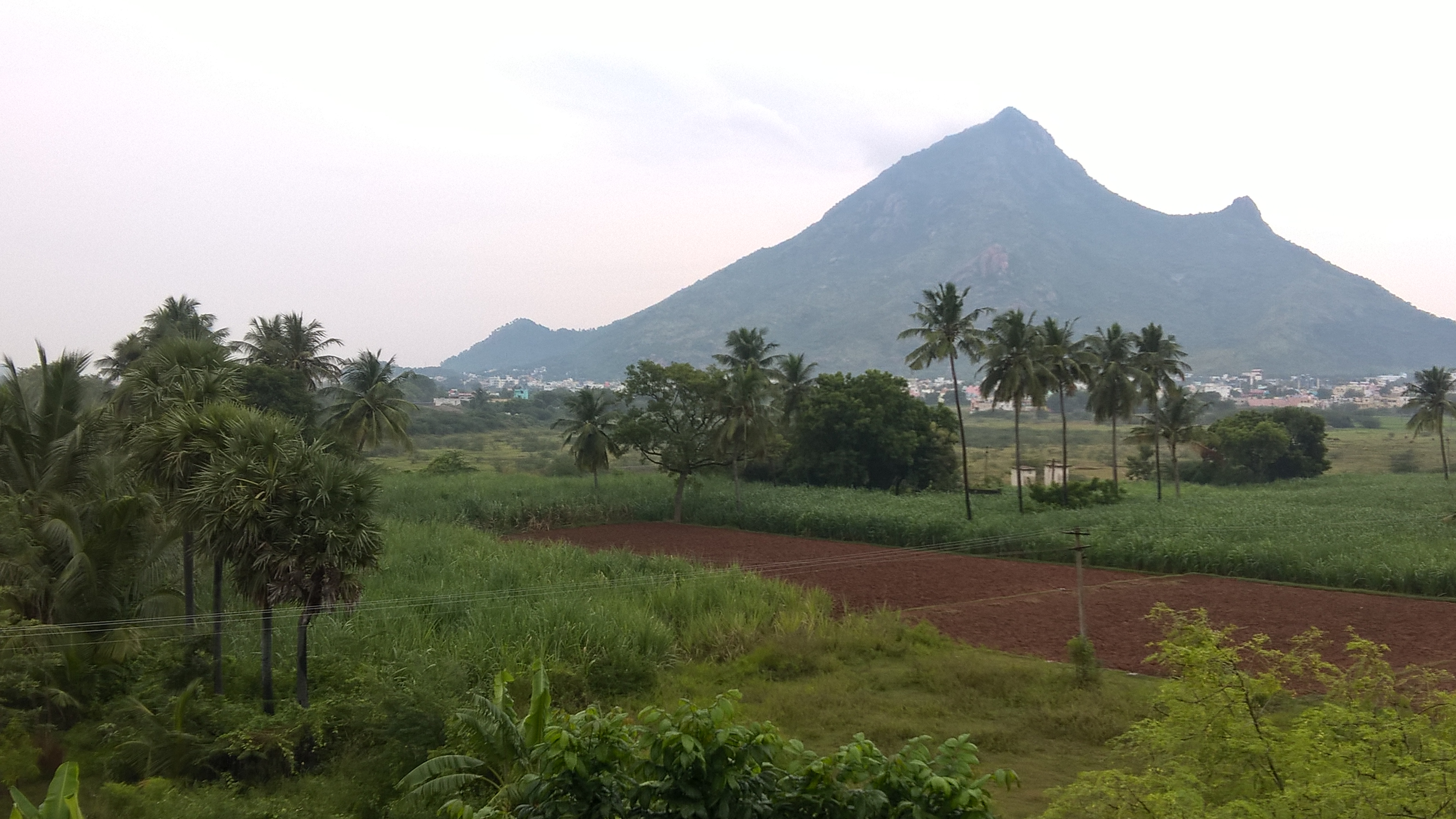
Otra vista de la montaña

## Malai Suttru/Giri Valam/Giri Pradhakshinam

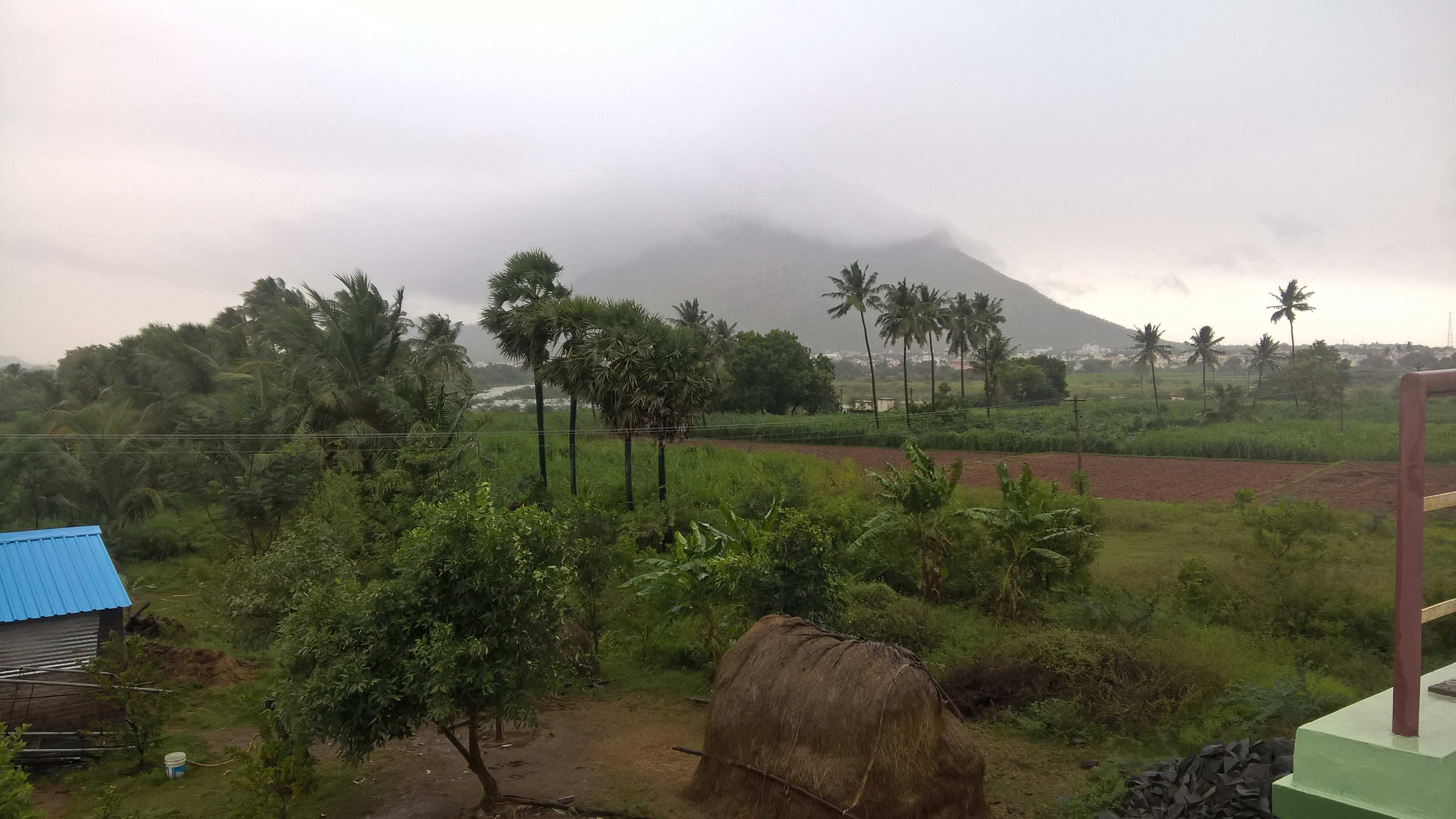
Annamalai cubierto por nubes durante el invierno y la temporada de lluvias

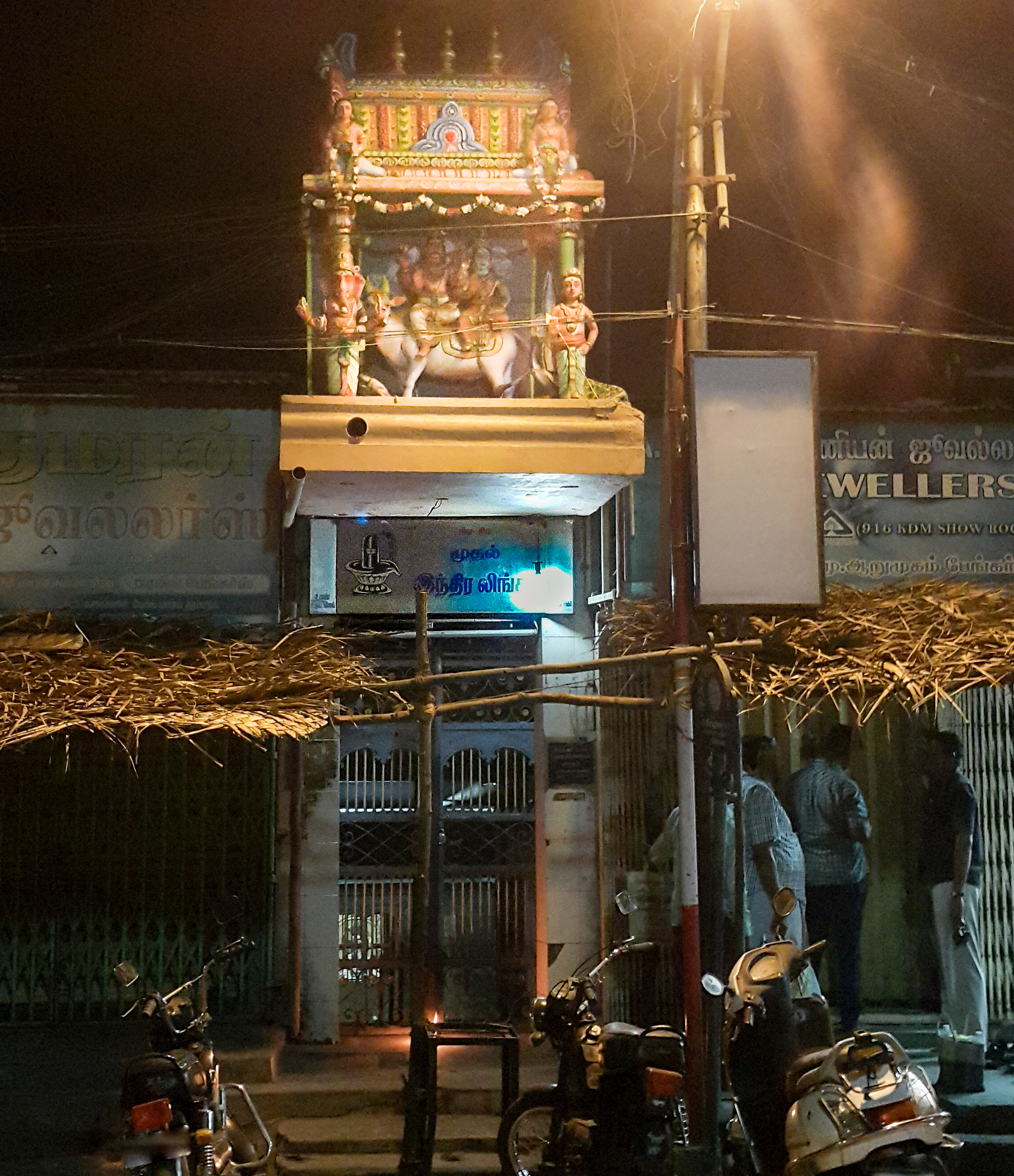
Indra lingam
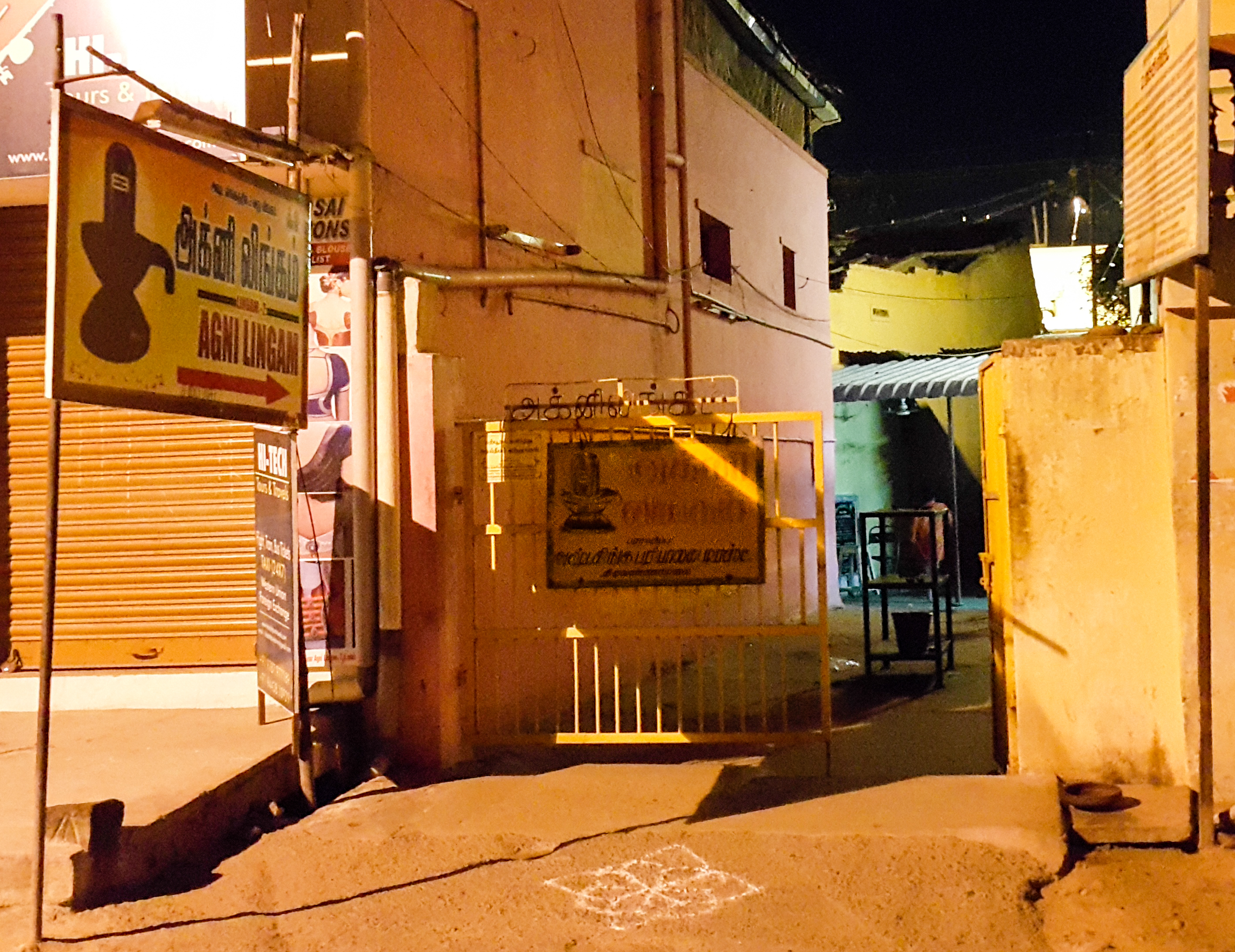
Agni lingam
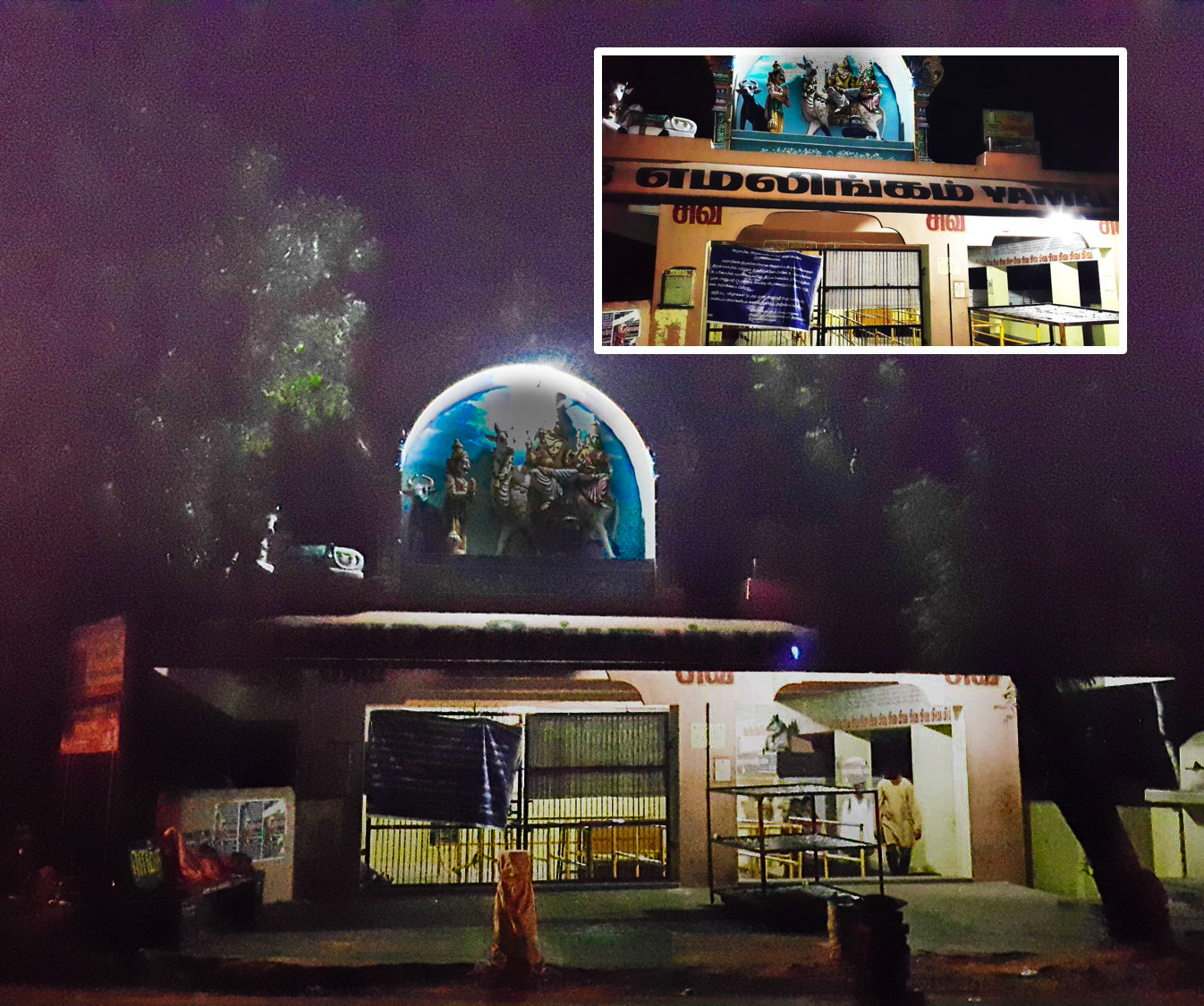
Yama lingam
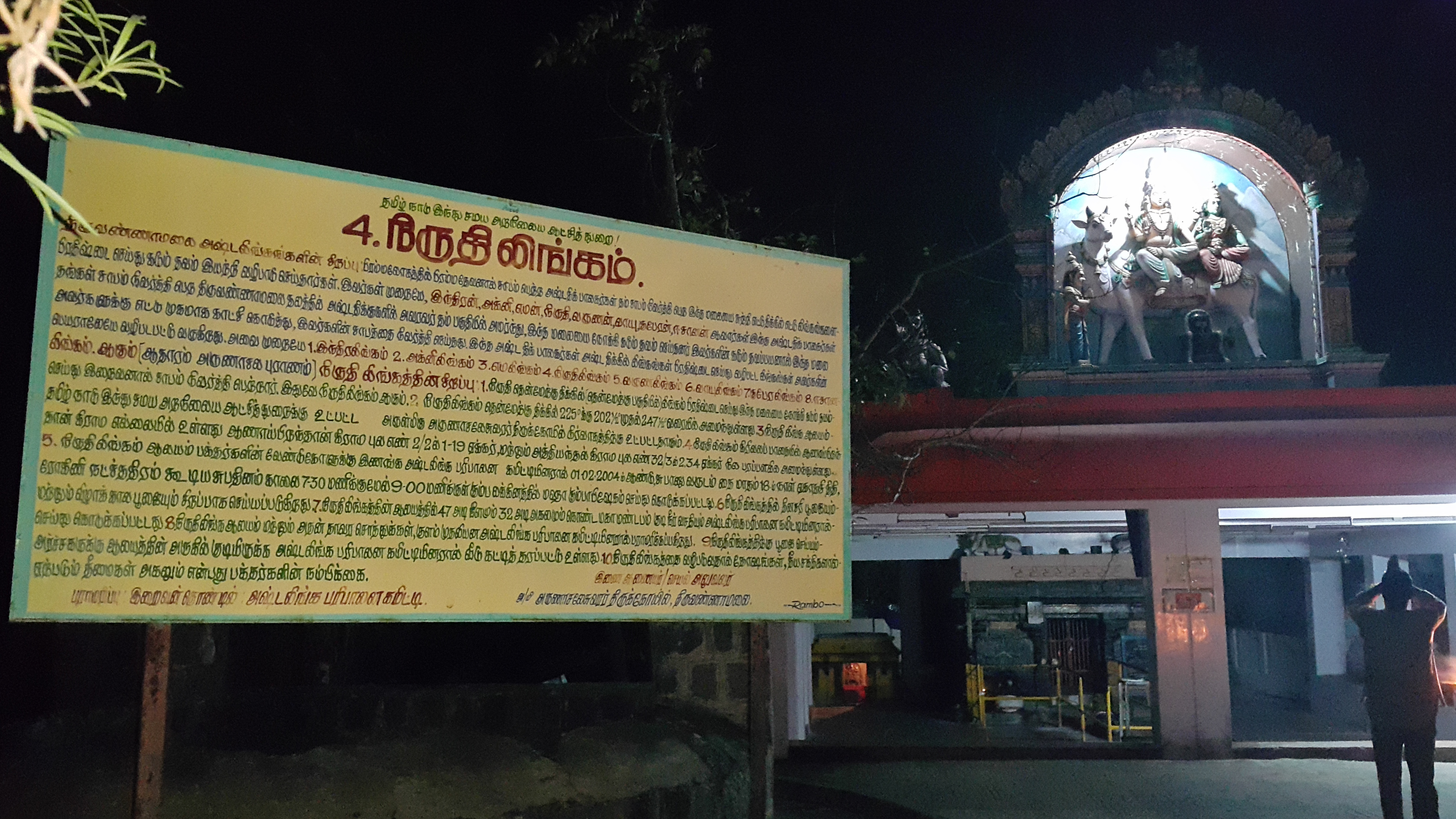
Niruthi lingam
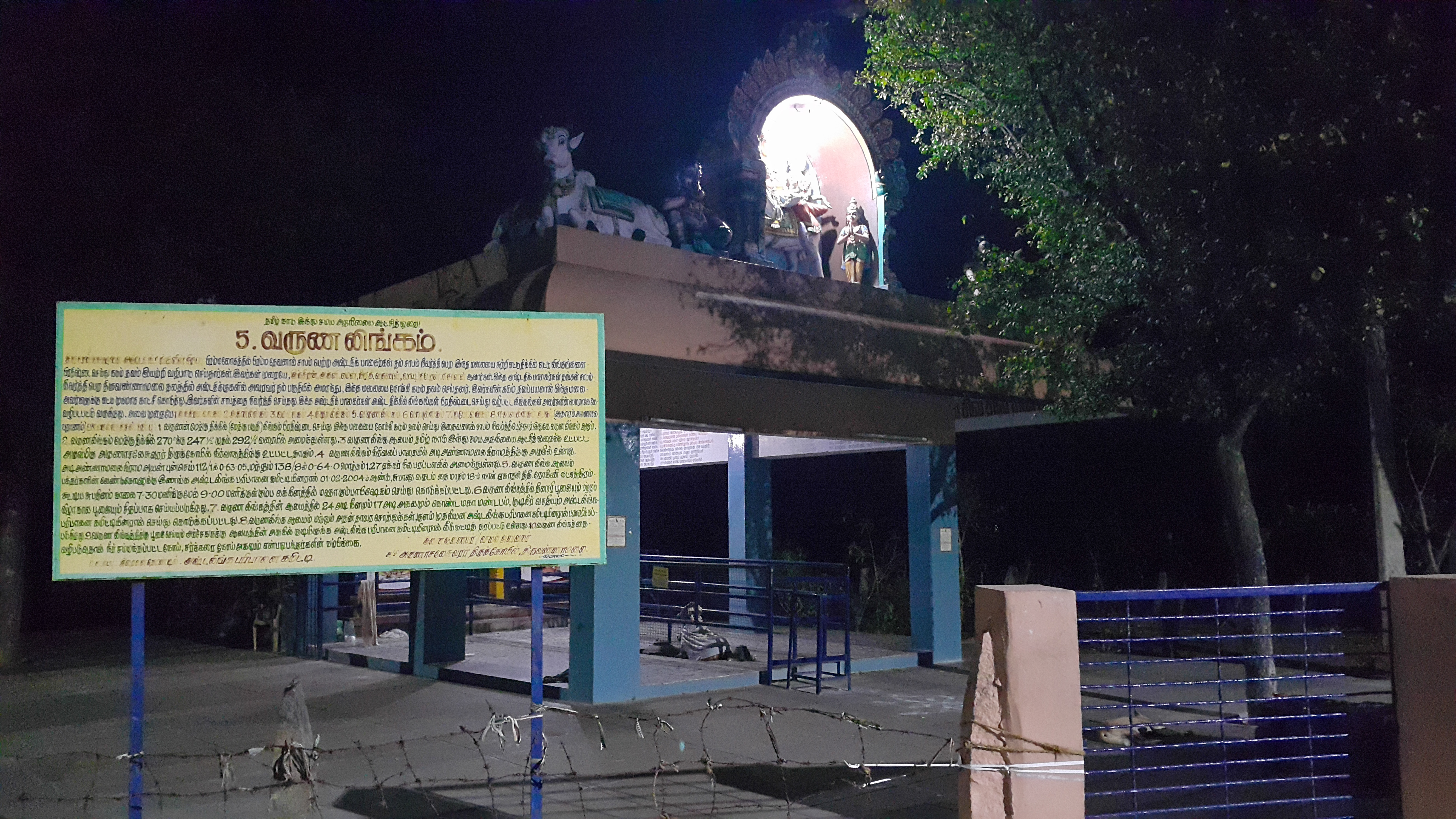
Varuna lingam
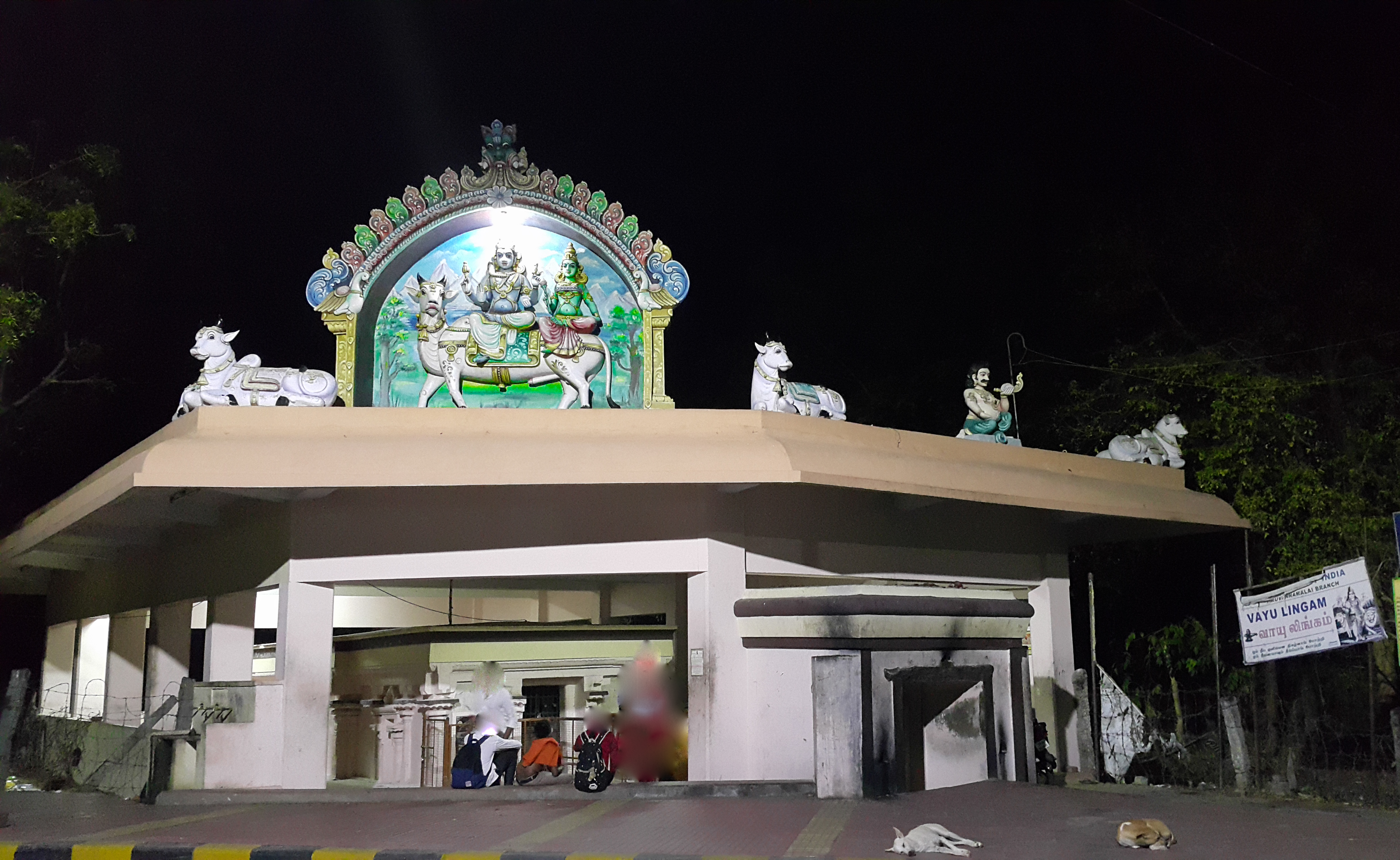
Vayu lingam
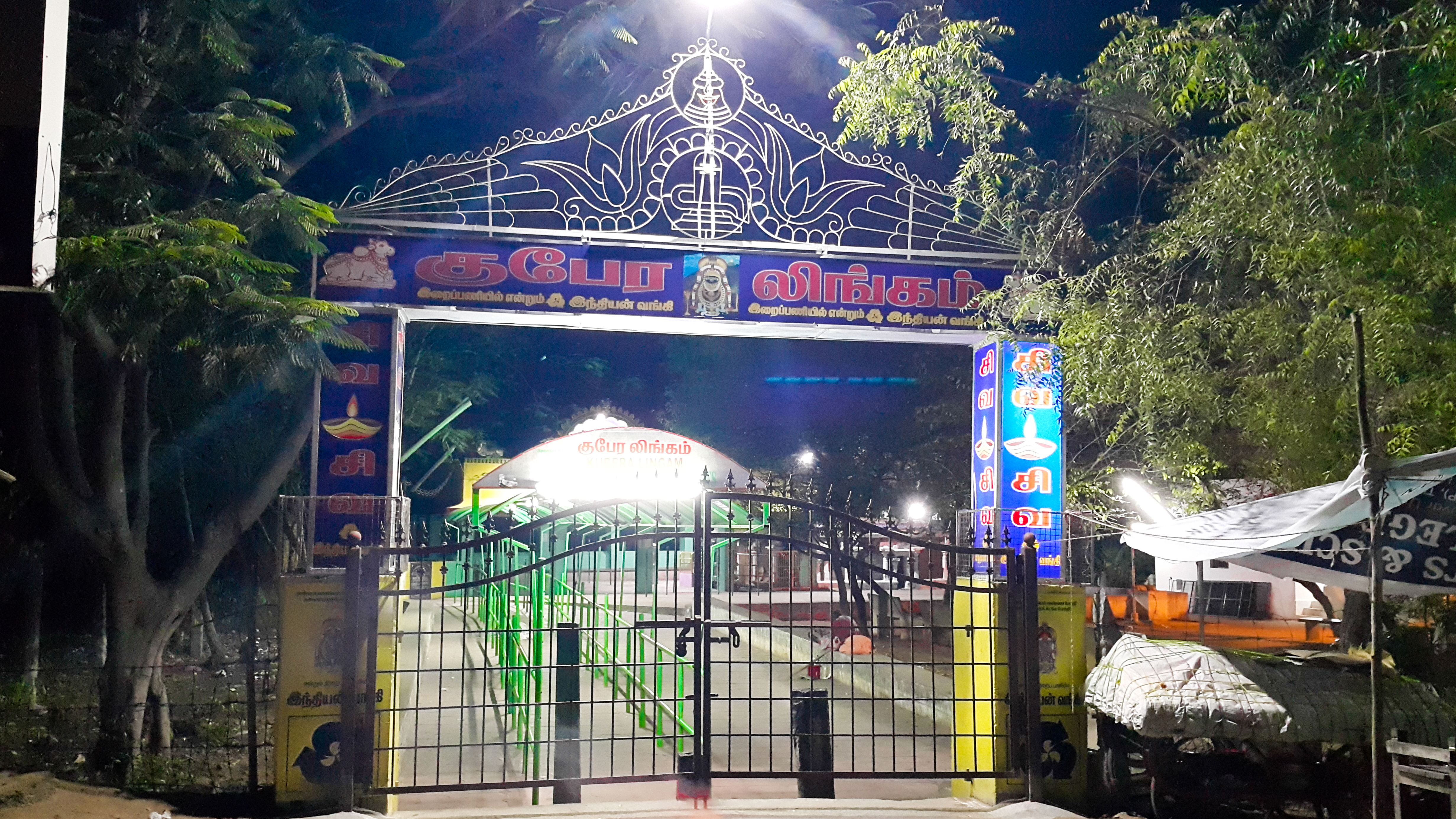
Kubera lingam
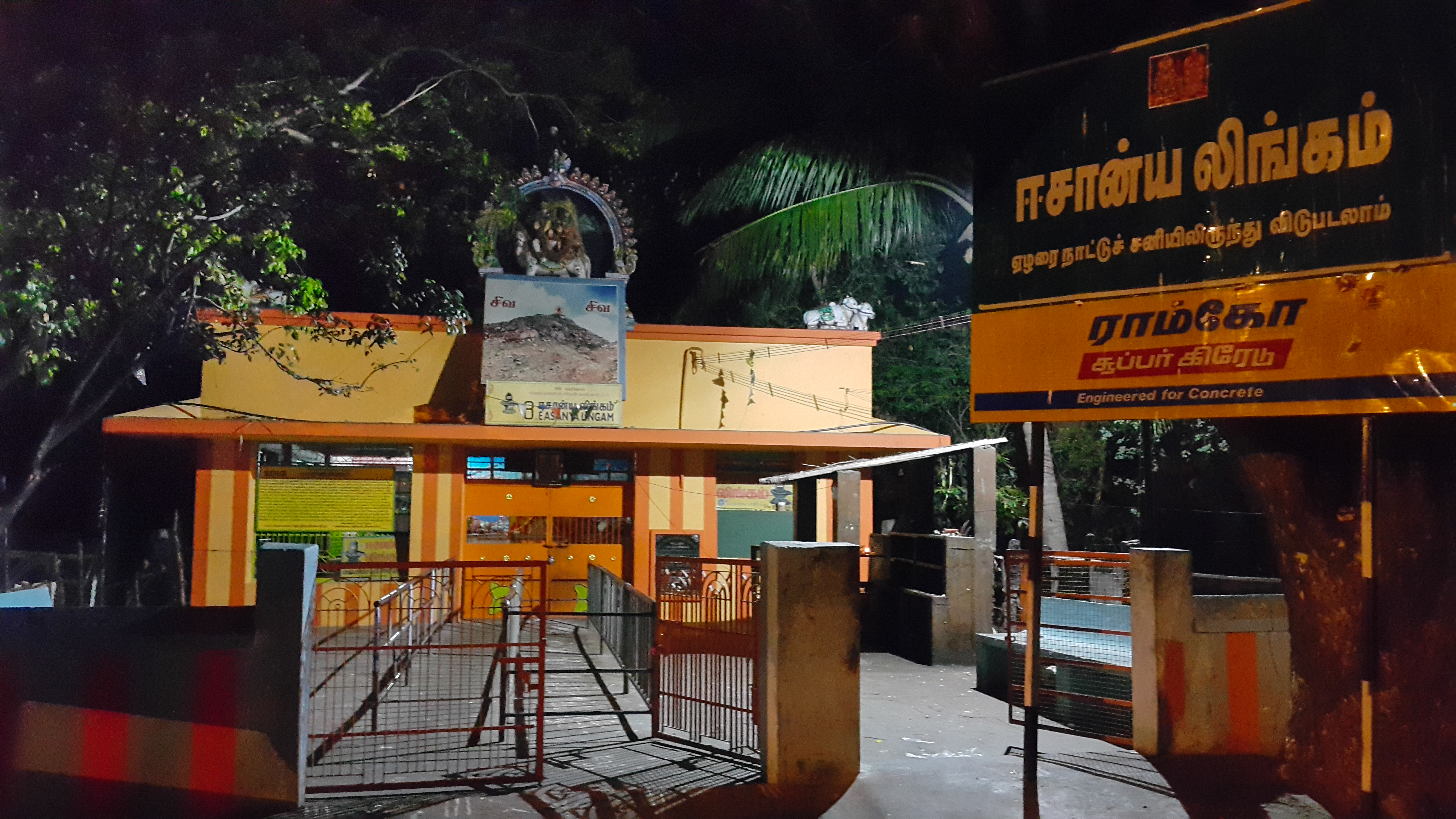
Easanya lingam

## Tem

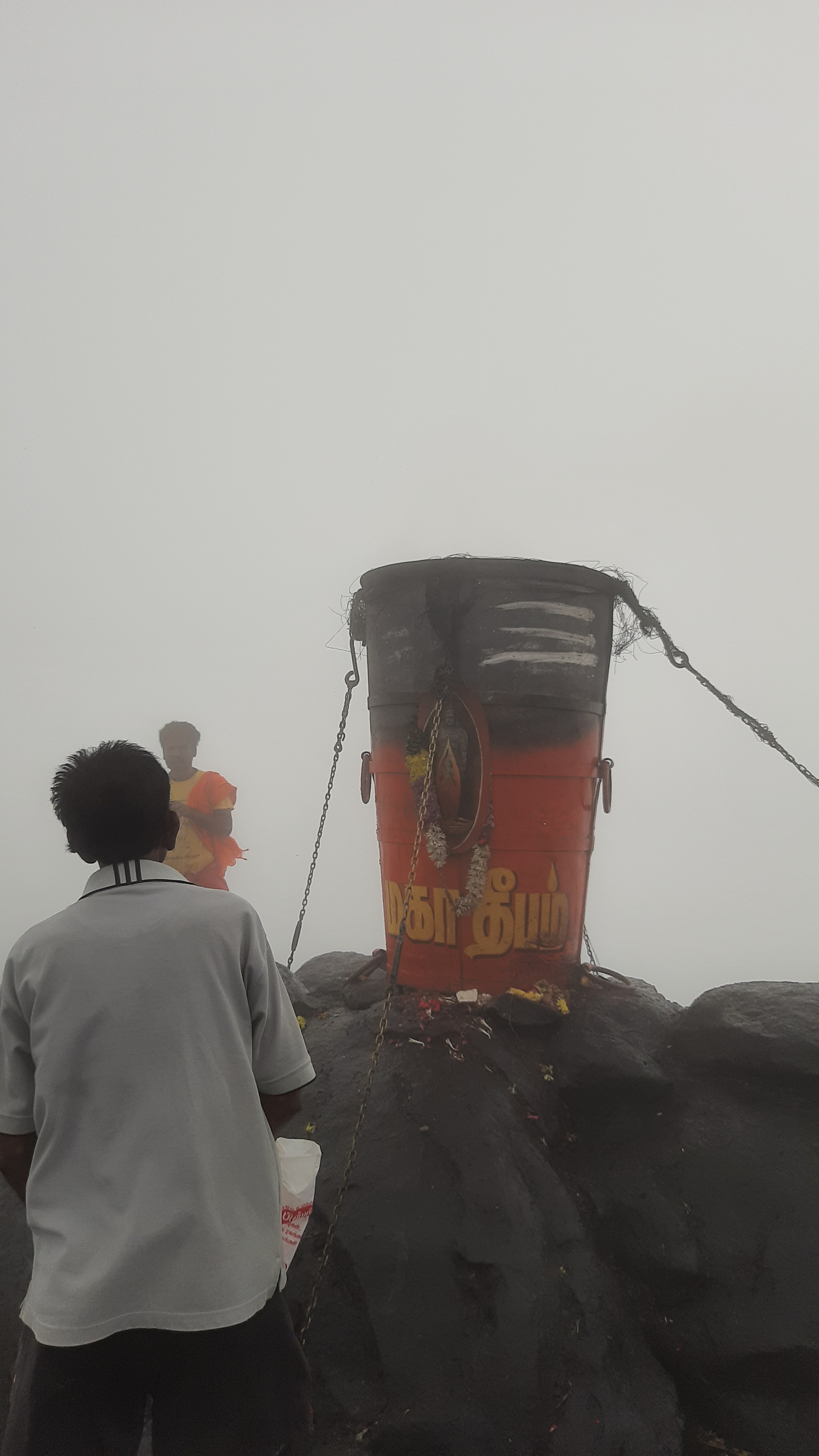
Karthikai Deepam